# Franky G
Frank Gonzalez, meglio noto come Franky G (Brooklyn, 30 ottobre 1965), è un attore statunitense.
Ha debuttato come attore nel 1998 e ha preso parte soprattutto a film horror, thriller, e d'azione tra i quali The Italian Job (2003), con Mark Wahlberg, Charlize Theron e Edward Norton.

## Filmografia

### Cinema
- Manito, regia di Eric Eason (2002)
- Confidence - La truffa perfetta (Confidence), regia di James Foley (2003)
- The Italian Job, regia di F. Gary Gray (2003)
- Wonderland - Massacro a Hollywood (Wonderland), regia di James Cox (2003)
- Saw II - La soluzione dell'enigma (Saw II), regia di Darren Lynn Bousman (2005)
- Saw III - L'enigma senza fine (Saw III), regia di Darren Lynn Bousman (2006)
- Devil's Tomb - A caccia del diavolo (The Devil's Tomb), regia di Jason Connery (2009)
- Gun Hill Road, regia di Rashaad ernesto Green (2011)
- Dead Man Down - Il sapore della vendetta (Dead Man Down), regia di Niels Arden Oplev (2013)
- Lost Cat Corona, regia di Anthony Tarsitano (2017)

### Televisione
- Jonny Zero – serie TV, 9 episodi (2005)
- Power – serie TV, 20 episodi (2014-2019)
- Law & Order - Unità vittime speciali (Law & Order: Special Victims Unit) – serie TV, episodio 18x12 (2017)

## Doppiatori italiani
Nelle versioni in italiano delle opere in cui ha recitato, Franky G è stato doppiato da:
- Pasquale Anselmo in Confidence - La truffa perfetta[1]
- Giorgio Borghetti in The Italian Job
- Oliviero Cappellini in Devil's Tomb - A caccia del diavolo
- Roberto Draghetti in CSI: Miami
- Roberto Gammino in Saw II - La soluzione dell'enigma
- Francesco Cavuoto in Power
- Simone D'Andrea in Wonderland[2]